# Микрофибър
Микрофибър е синтетично влакно с дебелина по-малка от едно дение. Най-често срещаните видове микрофибър са изработени от различни полиестери; полиамиди (напр. найлон, кевлар, номекс); и комбинации от полиестер, полиамид и полипропилен. Микрофибърът се използва за направата на постелки, плетива и тъкани, за облекло, тапицерия, промишлени филтри и почистващи продукти. Формата, размерът и комбинациите от синтетични влакна се избират според необходимите характеристики, например мекота, издръжливост, абсорбция, водоотблъскване, електростатичност и способност за филтриране.
Микрофибърът се използва при производството на облекла (напр. спортни облекла, халати, бански костюми, тъй като микрофибърният материал попива влагата от тялото, а изпарението го охлажда), различни аксесоари (портфейли, чанти, раници, обувки, калъфи за мобилни телефони), текстил за почистване и др.